# Gowienica Miedwiańska
Gowienica (Miedwiańska) (niem. Hufnitz) – struga w północno-zachodniej Polsce w województwie zachodniopomorskim przepływająca przez powiat pyrzycki i powiat stargardzki na Równinie Pyrzycko–Stargardzkiej. Posiada długość 15,6 km, wypływa z terenów podmokłych położonych na zachód od wsi Kłęby w Gminie Warnice. Gowienica posiada bardzo nieliczne dopływy, z których wszystkie są rowami melioracyjnymi.
W dolnym biegu rzeka stanowi południowo-zachodnią granicę Stargardu opływając od zachodu teren dawnego lotniska w dzielnicy Kluczewo. W poprzednich latach mieszcząca się tam jednostka Armii Czerwonej zrzucała do Gowienicy nieczyszczone ścieki bytowe i techniczne, co powodowało, że rzeka od Kluczewa była martwa biologicznie i stanowiła główne źródło zatruwania wód Jeziora Miedwie. Obecnie stwierdzono erozyjne obciążenia fosforanami wód Gowienicy. Uchodzi do Jeziora Miedwie na południe od wsi Wierzchląd.